# Talitha Bateman
Talitha Eliana Bateman, född 4 september 2001 i Turlock i Kalifornien, är en amerikansk skådespelerska. Hennes skådespelardebut kom under år 2013, då hon medverkade i ett avsnitt av TV-serien The Middle. Hon har sedan dess medverkat i andra produktioner, såsom science fiction-filmen The 5th Wave (2016), den svenskregisserade skräckfilmen Annabelle 2: Creation (2017), katastroffilmen Geostorm (2017), thrillerfilmen Vengeance: A Love Story (2017), den romantiska komedifilmen Love, Simon (2018), och skräckfilmen Countdown (2019).
Talitha Bateman är född och uppvuxen i Kalifornien, som det sjunde och näst yngsta barnet i en syskonskara på totalt åtta barn. Hon har fem bröder och två systrar. Hennes yngre bror Gabriel Bateman arbetar också som skådespelare.

## Filmografi (i urval)

### Filmer
- 2014 – Petals on the Wind (TV-film)
- 2016 – The 5th Wave
- 2016 – Nine Lives
- 2017 – Vengeance: A Love Story
- 2017 – Annabelle 2: Creation
- 2017 – Geostorm
- 2018 – Love, Simon
- 2019 – Countdown
- 2019 – Robert the Bruce

### TV-serier
- 2013 – The Middle (TV-serie) (1 avsnitt)
- 2015 – Hart of Dixie (TV-serie) (3 avsnitt)
- 2017 – Harley i mitten (TV-serie) (1 avsnitt)
- 2019 – Law & Order: Special Victims Unit (TV-serie) (1 avsnitt)
- 2020 – Away (TV-serie) (10 avsnitt)